# ATP World Tour 2016
ATP World Tour 2016 là mùa giải quần vợt dành cho các tay vợt nam chuyên nghiệp, được ATP tổ chức trong năm 2016. Lịch thi đấu ATP World Tour 2016 bao gồm 04 giải Grand Slam (ITF giám sát), 09 giải ATP World Tour Masters 1000, 13 giải ATP World Tour 500, 39 giải ATP World Tour 250, Davis Cup (ITF tổ chức) và ATP World Tour Finals. Ngoài ra, trong năm nay còn có Olympic 2016 và Hopman Cup, cả hai sự kiện đều không được tính điểm vào Bảng xếp hạng ATP.

## Lịch thi đấu
Dưới đây là danh sách các giải đấu diễn ra trong năm 2016.
Key
| Grand Slam                  |
| ATP World Tour Finals       |
| Olympic (Thế vận hội)       |
| ATP World Tour Masters 1000 |
| ATP World Tour 500          |
| ATP World Tour 250          |
| Giải đồng đội               |

### Tháng 1
| Tuần        | Giải đấu               | Địa điểm              | Vô địch                      | Tỷ số              | Á quân                            |
| ----------- | ---------------------- | --------------------- | ---------------------------- | ------------------ | --------------------------------- |
| 04/01       | Hopman Cup             | Perth, Úc             | Úc                           | 2–0                | Ukraina                           |
| 04/01       | Qatar Open             | Doha, Qatar           | Novak Djokovic               | 6–1, 6–2           | Rafael Nadal                      |
| 04/01       | Qatar Open             | Doha, Qatar           | Feliciano López Marc López   | 6–4, 6–3           | Philipp Petzschner Alexander Peya |
| 04/01       | Chennai Open           | Chennai, Ấn Độ        | Stan Wawrinka                | 6–3, 7–5           | Borna Ćorić                       |
| 04/01       | Chennai Open           | Chennai, Ấn Độ        | Oliver Marach Fabrice Martin | 6–3, 7–5           | Austin Krajicek Benoît Paire      |
| 04/01       | Brisbane International | Brisbane, Úc          | Milos Raonic                 | 6–4, 6–4           | Roger Federer                     |
| 04/01       | Brisbane International | Brisbane, Úc          | Henri Kontinen John Peers    | 7–6(7–4), 6–1      | James Duckworth Chris Guccione    |
| 11/01       | Auckland Open          | Auckland, New Zealand | Roberto Bautista Agut        | 6–1, 1–0 ret.      | Jack Sock                         |
| 11/01       | Auckland Open          | Auckland, New Zealand | Mate Pavić Michael Venus     | 7–5, 6–4           | Eric Butorac Scott Lipsky         |
| 11/01       | Sydney International   | Sydney, Úc            | Viktor Troicki               | 2–6, 6–1, 7–6(9–7) | Grigor Dimitrov                   |
| 11/01       | Sydney International   | Sydney, Úc            | Jamie Murray Bruno Soares    | 6–3, 7–6(8–6)      | Rohan Bopanna Florin Mergea       |
| 18/01 25/01 | Australian Open        | Melbourne, Úc         | Novak Djokovic               | 6–1, 7–5, 7–6(7–3) | Andy Murray                       |
| 18/01 25/01 | Australian Open        | Melbourne, Úc         | Jamie Murray Bruno Soares    | 2–6, 6–4, 7–5      | Daniel Nestor Radek Štěpánek      |
| 18/01 25/01 | Australian Open        | Melbourne, Úc         | Elena Vesnina Bruno Soares   | 6–4, 4–6, [10–5]   | CoCo Vandeweghe Horia Tecău       |

### Tháng 2
| Tuần  | Giải đấu                   | Địa điểm                   | Vô địch                               | Tỷ số                   | Á quân                            |
| ----- | -------------------------- | -------------------------- | ------------------------------------- | ----------------------- | --------------------------------- |
| 01/02 | Open Sud de France         | Montpellier, Pháp          | Richard Gasquet                       | 7–5, 6–4                | Paul-Henri Mathieu                |
| 01/02 | Open Sud de France         | Montpellier, Pháp          | Mate Pavić Michael Venus              | 7–5, 7–6(7–4)           | Alexander Zverev Mischa Zverev    |
| 01/02 | Sofia Open                 | Sofia, Bulgaria            | Roberto Bautista Agut                 | 6–3, 6–4                | Viktor Troicki                    |
| 01/02 | Sofia Open                 | Sofia, Bulgaria            | Wesley Koolhof Matwé Middelkoop       | 5–7, 7–6(11–9), [10–6]  | Philipp Oswald Adil Shamasdin     |
| 01/02 | Ecuador Open               | Quito, Ecuador             | Víctor Estrella Burgos                | 4–6, 7–6(7–5), 6–2      | Thomaz Bellucci                   |
| 01/02 | Ecuador Open               | Quito, Ecuador             | Pablo Carreño Busta Guillermo Durán   | 7–5, 6–4                | Thomaz Bellucci Marcelo Demoliner |
| 08/02 | Rotterdam Open             | Rotterdam, Hà Lan          | Martin Kližan                         | 6–7(1–7), 6–3, 6–1      | Gaël Monfils                      |
| 08/02 | Rotterdam Open             | Rotterdam, Hà Lan          | Nicolas Mahut Vasek Pospisil          | 7–6(7–2), 6–4           | Philipp Petzschner Alexander Peya |
| 08/02 | Memphis Open               | Memphis, Hoa Kỳ            | Kei Nishikori                         | 6–4, 6–4                | Taylor Fritz                      |
| 08/02 | Memphis Open               | Memphis, Hoa Kỳ            | Mariusz Fyrstenberg Santiago González | 6–4, 6–4                | Steve Johnson Sam Querrey         |
| 08/02 | Argentina Open             | Buenos Aires, Argentina    | Dominic Thiem                         | 7–6(7–2), 3–6, 7–6(7–4) | Nicolás Almagro                   |
| 08/02 | Argentina Open             | Buenos Aires, Argentina    | Juan Sebastián Cabal Robert Farah     | 6–3, 6–0                | Íñigo Cervantes Paolo Lorenzi     |
| 15/02 | Rio Open                   | Rio de Janeiro, Brazil     | Pablo Cuevas                          | 6–4, 6–7(5–7), 6–4      | Guido Pella                       |
| 15/02 | Rio Open                   | Rio de Janeiro, Brazil     | Juan Sebastián Cabal Robert Farah     | 7–6(7–5), 6–1           | Pablo Carreño Busta David Marrero |
| 15/02 | Open 13                    | Marseille, Pháp            | Nick Kyrgios                          | 6–2, 7–6(7–3)           | Marin Čilić                       |
| 15/02 | Open 13                    | Marseille, Pháp            | Mate Pavić Michael Venus              | 6–2, 6–3                | Jonathan Erlich Colin Fleming     |
| 15/02 | Delray Beach Open          | Delray Beach, Hoa Kỳ       | Sam Querrey                           | 6–4, 7–6(8–6)           | Rajeev Ram                        |
| 15/02 | Delray Beach Open          | Delray Beach, Hoa Kỳ       | Oliver Marach Fabrice Martin          | 3–6, 7–6(9–7), [13–11]  | Bob Bryan Mike Bryan              |
| 22/02 | Dubai Tennis Championships | Dubai, UAE                 | Stan Wawrinka                         | 6–4, 7–6(15–13)         | Marcos Baghdatis                  |
| 22/02 | Dubai Tennis Championships | Dubai, UAE                 | Simone Bolelli Andreas Seppi          | 6–2, 3–6, [14–12]       | Feliciano López Marc López        |
| 22/02 | Mexican Open               | Acapulco, Mexico           | Dominic Thiem                         | 7–6(8–6), 4–6, 6–3      | Bernard Tomic                     |
| 22/02 | Mexican Open               | Acapulco, Mexico           | Treat Huey Max Mirnyi                 | 7–6(7–5), 6–3           | Philipp Petzschner Alexander Peya |
| 22/02 | Brasil Open                | São Paulo, Brazil          | Pablo Cuevas                          | 7–6(7–4), 6–3           | Pablo Carreño Busta               |
| 22/02 | Brasil Open                | São Paulo, Brazil          | Julio Peralta Horacio Zeballos        | 4–6, 6–1, [10–5]        | Pablo Carreño Busta David Marrero |
| 29/02 | Vòng 1 Davis Cup           | Birmingham, Vương quốc Anh | Anh Quốc                              | 3–1                     | Nhật Bản                          |
| 29/02 | Vòng 1 Davis Cup           | Belgrade, Serbia           | Serbia                                | 3–2                     | Kazakhstan                        |
| 29/02 | Vòng 1 Davis Cup           | Pesaro, Ý                  | Ý                                     | 5–0                     | Thụy Sĩ                           |
| 29/02 | Vòng 1 Davis Cup           | Gdańsk, Ba Lan             | Argentina                             | 3–2                     | Ba Lan                            |
| 29/02 | Vòng 1 Davis Cup           | Baie-Mahault, Pháp         | Pháp                                  | 5–0                     | Canada                            |
| 29/02 | Vòng 1 Davis Cup           | Hanover, Đức               | Séc                                   | 3–2                     | Đức                               |
| 29/02 | Vòng 1 Davis Cup           | Kooyong, Úc                | Hoa Kỳ                                | 3–1                     | Úc                                |
| 29/02 | Vòng 1 Davis Cup           | Liège, Bỉ                  | Croatia                               | 3–2                     | Bỉ                                |

### Tháng 3
| Tuần        | Giải đấu             | Địa điểm             | Vô địch                             | Tỷ số            | Á quân                   |
| ----------- | -------------------- | -------------------- | ----------------------------------- | ---------------- | ------------------------ |
| 07/03 14/03 | Indian Wells Masters | Indian Wells, Hoa Kỳ | Novak Djokovic                      | 6–2, 6–0         | Milos Raonic             |
| 07/03 14/03 | Indian Wells Masters | Indian Wells, Hoa Kỳ | Pierre-Hugues Herbert Nicolas Mahut | 6–3, 7–6(7–5)    | Vasek Pospisil Jack Sock |
| 21/03 28/03 | Miami Open           | Key Biscayne, Hoa Kỳ | Novak Djokovic                      | 6–3, 6–3         | Kei Nishikori            |
| 21/03 28/03 | Miami Open           | Key Biscayne, Hoa Kỳ | Pierre-Hugues Herbert Nicolas Mahut | 5–7, 6–1, [10–7] | Raven Klaasen Rajeev Ram |

### Tháng 4
| Tuần  | Giải đấu                            | Địa điểm                    | Vô địch                             | Tỷ số                   | Á quân                                   |
| ----- | ----------------------------------- | --------------------------- | ----------------------------------- | ----------------------- | ---------------------------------------- |
| 04/04 | U.S. Men's Clay Court Championships | Houston, Hoa Kỳ             | Juan Mónaco                         | 3–6, 6–3, 7–5           | Jack Sock                                |
| 04/04 | U.S. Men's Clay Court Championships | Houston, Hoa Kỳ             | Bob Bryan Mike Bryan                | 4–6, 6–3, [10–8]        | Víctor Estrella Burgos Santiago González |
| 04/04 | Grand Prix Hassan II                | Marrakesh, Maroc            | Federico Delbonis                   | 6–2, 6–4                | Borna Ćorić                              |
| 04/04 | Grand Prix Hassan II                | Marrakesh, Maroc            | Guillermo Durán Máximo González     | 6–2, 3–6, [10–6]        | Marin Draganja Aisam-ul-Haq Qureshi      |
| 11/04 | Monte-Carlo Masters                 | Roquebrune-Cap-Martin, Pháp | Rafael Nadal                        | 7–5, 5–7, 6–0           | Gaël Monfils                             |
| 11/04 | Monte-Carlo Masters                 | Roquebrune-Cap-Martin, Pháp | Pierre-Hugues Herbert Nicolas Mahut | 4–6, 6–0, [10–6]        | Jamie Murray Bruno Soares                |
| 18/04 | Barcelona Open                      | Barcelona, Tây Ban Nha      | Rafael Nadal                        | 6–4, 7–5                | Kei Nishikori                            |
| 18/04 | Barcelona Open                      | Barcelona, Tây Ban Nha      | Bob Bryan Mike Bryan                | 7–5, 7–5                | Pablo Cuevas Marcel Granollers           |
| 18/04 | Bucharest Open                      | Bucharest, Romania          | Fernando Verdasco                   | 6–3, 6–2                | Lucas Pouille                            |
| 18/04 | Bucharest Open                      | Bucharest, Romania          | Florin Mergea Horia Tecău           | 7–5, 6–4                | Chris Guccione André Sá                  |
| 25/04 | Estoril Open                        | Cascais, Bồ Đào Nha         | Nicolás Almagro                     | 6–7(6–8), 7–6(7–5), 6–3 | Pablo Carreño Busta                      |
| 25/04 | Estoril Open                        | Cascais, Bồ Đào Nha         | Eric Butorac Scott Lipsky           | 6–4, 3–6, [10–8]        | Łukasz Kubot Marcin Matkowski            |
| 25/04 | Bavarian Championships              | Munich, Đức                 | Philipp Kohlschreiber               | 7–6(9–7), 4–6, 7–6(7–4) | Dominic Thiem                            |
| 25/04 | Bavarian Championships              | Munich, Đức                 | Henri Kontinen John Peers           | 6–3, 3–6, [10–7]        | Juan Sebastián Cabal Robert Farah        |
| 25/04 | Istanbul Open                       | Istanbul, Thổ Nhĩ Kỳ        | Diego Schwartzman                   | 6–7(5–7), 7–6(7–4), 6–0 | Grigor Dimitrov                          |
| 25/04 | Istanbul Open                       | Istanbul, Thổ Nhĩ Kỳ        | Flavio Cipolla Dudi Sela            | 6–3, 5–7, [10–7]        | Andrés Molteni Diego Schwartzman         |

### Tháng 5
| Tuần        | Giải đấu                 | Địa điểm            | Vô địch                           | Tỷ số              | Á quân                      |
| ----------- | ------------------------ | ------------------- | --------------------------------- | ------------------ | --------------------------- |
| 02/05       | Madrid Open              | Madrid, Tây Ban Nha | Novak Djokovic                    | 6–2, 3–6, 6–3      | Andy Murray                 |
| 02/05       | Madrid Open              | Madrid, Tây Ban Nha | Jean-Julien Rojer Horia Tecău     | 6–4, 7–6(7–5)      | Rohan Bopanna Florin Mergea |
| 09/05       | Italian Open             | Rome, Ý             | Andy Murray                       | 6–3, 6–3           | Novak Djokovic              |
| 09/05       | Italian Open             | Rome, Ý             | Bob Bryan Mike Bryan              | 2–6, 6–3, [10–7]   | Vasek Pospisil Jack Sock    |
| 16/05       | Geneva Open              | Geneva, Thụy Sĩ     | Stan Wawrinka                     | 6–4, 7–6(13–11)    | Marin Čilić                 |
| 16/05       | Geneva Open              | Geneva, Thụy Sĩ     | Steve Johnson Sam Querrey         | 6–4, 6–1           | Raven Klaasen Rajeev Ram    |
| 16/05       | Open de Nice Côte d'Azur | Nice, Pháp          | Dominic Thiem                     | 6–4, 3–6, 6–0      | Alexander Zverev            |
| 16/05       | Open de Nice Côte d'Azur | Nice, Pháp          | Juan Sebastián Cabal Robert Farah | 4–6, 6–4, [10–8]   | Mate Pavić Michael Venus    |
| 23/05 30/05 | Roland Garros            | Paris, Pháp         | Novak Djokovic                    | 3–6, 6–1, 6–2, 6–4 | Andy Murray                 |
| 23/05 30/05 | Roland Garros            | Paris, Pháp         | Feliciano López Marc López        | 6–4, 6–7(6–8), 6–3 | Bob Bryan Mike Bryan        |
| 23/05 30/05 | Roland Garros            | Paris, Pháp         | Martina Hingis Leander Paes       | 4–6, 6–4, [10–8]   | Sania Mirza Ivan Dodig      |

### Tháng 6
| Tuần        | Giải đấu                           | Địa điểm                   | Vô địch                             | Tỷ số                   | Á quân                                  |
| ----------- | ---------------------------------- | -------------------------- | ----------------------------------- | ----------------------- | --------------------------------------- |
| 06/06       | MercedesCup                        | Stuttgart, Đức             | Dominic Thiem                       | 6–7(2–7), 6–4, 6–4      | Philipp Kohlschreiber                   |
| 06/06       | MercedesCup                        | Stuttgart, Đức             | Marcus Daniell Artem Sitak          | 6–7(4–7), 6–4, [10–8]   | Oliver Marach Fabrice Martin            |
| 06/06       | Rosmalen Grass Court Championships | 's-Hertogenbosch, Hà Lan   | Nicolas Mahut                       | 6–4, 6–4                | Gilles Müller                           |
| 06/06       | Rosmalen Grass Court Championships | 's-Hertogenbosch, Hà Lan   | Mate Pavić Michael Venus            | 3–6, 6–3, [11–9]        | Dominic Inglot Raven Klaasen            |
| 13/06       | Queen's Club Championships         | London, Vương quốc Anh     | Andy Murray                         | 6–7(5–7), 6–4, 6–3      | Milos Raonic                            |
| 13/06       | Queen's Club Championships         | London, Vương quốc Anh     | Pierre-Hugues Herbert Nicolas Mahut | 6–3, 7–6(7–5)           | Chris Guccione André Sá                 |
| 13/06       | Halle Open                         | Halle, Đức                 | Florian Mayer                       | 6–2, 5–7, 6–3           | Alexander Zverev                        |
| 13/06       | Halle Open                         | Halle, Đức                 | Raven Klaasen Rajeev Ram            | 7–6(7–5), 6–2           | Łukasz Kubot Alexander Peya             |
| 20/06       | Nottingham Open                    | Nottingham, Vương quốc Anh | Steve Johnson                       | 7–6(7–5), 7–5           | Pablo Cuevas                            |
| 20/06       | Nottingham Open                    | Nottingham, Vương quốc Anh | Dominic Inglot Daniel Nestor        | 7–5, 7–6(7–4)           | Ivan Dodig Marcelo Melo                 |
| 27/06 04/07 | Wimbledon                          | London, Vương quốc Anh     | Andy Murray                         | 6–4, 7–6(7–3), 7–6(7–2) | Milos Raonic                            |
| 27/06 04/07 | Wimbledon                          | London, Vương quốc Anh     | Pierre-Hugues Herbert Nicolas Mahut | 6–4, 7–6(7–1), 6–3      | Julien Benneteau Édouard Roger-Vasselin |
| 27/06 04/07 | Wimbledon                          | London, Vương quốc Anh     | Heather Watson Henri Kontinen       | 7–6(7–5), 6–4           | Anna-Lena Grönefeld Robert Farah        |

### Tháng 7
| Tuần  | Giải đấu                          | Địa điểm           | Vô địch                              | Tỷ số                          | Á quân                             |
| ----- | --------------------------------- | ------------------ | ------------------------------------ | ------------------------------ | ---------------------------------- |
| 11/07 | Tứ kết Davis Cup                  | Belgrade, Serbia   | Anh Quốc                             | 3–2                            | Serbia ·                           |
| 11/07 | Tứ kết Davis Cup                  | Pesaro, Ý          | Argentina                            | 3–1                            | Ý                                  |
| 11/07 | Tứ kết Davis Cup                  | Třinec, CH Séc     | Pháp                                 | 3–1                            | Séc                                |
| 11/07 | Tứ kết Davis Cup                  | Portland, Hoa Kỳ   | Croatia                              | 3–2                            | Hoa Kỳ                             |
| 11/07 | German Open                       | Hamburg, Đức       | Martin Kližan                        | 6–1, 6–4                       | Pablo Cuevas                       |
| 11/07 | German Open                       | Hamburg, Đức       | Henri Kontinen John Peers            | 7–5, 6–3                       | Daniel Nestor Aisam-ul-Haq Qureshi |
| 11/07 | Hall of Fame Tennis Championships | Newport, Hoa Kỳ    | Ivo Karlović                         | 6–7(2–7), 7–6(7–5), 7–6(14–12) | Gilles Müller                      |
| 11/07 | Hall of Fame Tennis Championships | Newport, Hoa Kỳ    | Sam Groth Chris Guccione             | 6–4, 6–3                       | Jonathan Marray Adil Shamasdin     |
| 11/07 | Swedish Open                      | Båstad, Thụy Điển  | Albert Ramos Viñolas                 | 6–3, 6–4                       | Fernando Verdasco                  |
| 11/07 | Swedish Open                      | Båstad, Thụy Điển  | Marcel Granollers David Marrero      | 6–2, 6–3                       | Marcus Daniell Marcelo Demoliner   |
| 18/08 | Washington Open                   | Washington, Hoa Kỳ | Gaël Monfils                         | 5–7, 7–6(8–6), 6–4             | Ivo Karlović                       |
| 18/08 | Washington Open                   | Washington, Hoa Kỳ | Daniel Nestor Édouard Roger-Vasselin | 7–6(7–3), 7–6(7–4)             | Łukasz Kubot Alexander Peya        |
| 18/08 | Swiss Open                        | Gstaad, Thụy Sĩ    | Feliciano López                      | 6–4, 7–5                       | Robin Haase                        |
| 18/08 | Swiss Open                        | Gstaad, Thụy Sĩ    | Julio Peralta Horacio Zeballos       | 7–6(7–2), 6–2                  | Mate Pavić Michael Venus           |
| 18/08 | Austrian Open Kitzbühel           | Kitzbühel, Áo      | Paolo Lorenzi                        | 6–3, 6–4                       | Nikoloz Basilashvili               |
| 18/08 | Austrian Open Kitzbühel           | Kitzbühel, Áo      | Wesley Koolhof Matwé Middelkoop      | 2–6, 6–3, [11–9]               | Dennis Novak Dominic Thiem         |
| 18/08 | Croatia Open                      | Umag, Croatia      | Fabio Fognini                        | 6–4, 6–1                       | Andrej Martin                      |
| 18/08 | Croatia Open                      | Umag, Croatia      | Martin Kližan David Marrero          | 6–4, 6–2                       | Nikola Mektić Antonio Šančić       |
| 25/07 | Canadian Open                     | Toronto, Canada    | Novak Djokovic                       | 6–3, 7–5                       | Kei Nishikori                      |
| 25/07 | Canadian Open                     | Toronto, Canada    | Ivan Dodig Marcelo Melo              | 6–4, 6–4                       | Jamie Murray Bruno Soares          |

### Tháng 8
| Tuần        | Giải đấu                     | Địa điểm               | Vô địch                               | Tỷ số                      | Á quân                                     | Á quân                                     | Á quân                                     | Á quân                                     |
| ----------- | ---------------------------- | ---------------------- | ------------------------------------- | -------------------------- | ------------------------------------------ | ------------------------------------------ | ------------------------------------------ | ------------------------------------------ |
| 01/08       | Atlanta Tennis Championships | Atlanta, Hoa Kỳ        | Nick Kyrgios                          | 7–6(7–3), 7–6(7–4)         | John Isner                                 | John Isner                                 | John Isner                                 | John Isner                                 |
| 01/08       | Atlanta Tennis Championships | Atlanta, Hoa Kỳ        | Andrés Molteni Horacio Zeballos       | 7–6(7–2), 6–4              | Johan Brunström Andreas Siljeström         | Johan Brunström Andreas Siljeström         | Johan Brunström Andreas Siljeström         | Johan Brunström Andreas Siljeström         |
| 08/08       | Thế vận hội Mùa hè           | Địa điểm               | Vàng                                  | Tỷ số                      | Bạc                                        | Đồng                                       | Tỷ số                                      | Hạng tư                                    |
| 08/08       | Thế vận hội Mùa hè           | Rio de Janeiro, Brazil | Andy Murray                           | 7–5, 4–6, 6–2, 7–5         | Juan Martín del Potro                      | Kei Nishikori                              | 6–2, 6–7(1–7), 6–3                         | Rafael Nadal                               |
| 08/08       | Thế vận hội Mùa hè           | Rio de Janeiro, Brazil | Marc López Rafael Nadal               | 6–2, 3–6, 6–4              | Florin Mergea Horia Tecău                  | Steve Johnson Jack Sock                    | 6–2, 6–4                                   | Daniel Nestor Vasek Pospisil               |
| 08/08       | Thế vận hội Mùa hè           | Rio de Janeiro, Brazil | Bethanie Mattek-Sands Jack Sock       | 6–7(3–7), 6–1, [10–7]      | Venus Williams Rajeev Ram                  | Lucie Hradecká Radek Štěpánek              | 6–1, 7–5                                   | Sania Mirza Rohan Bopanna                  |
| 08/08       | Giải đấu                     | Địa điểm               | Vô địch                               | Tỷ số                      | Á quân                                     | Á quân                                     | Á quân                                     | Á quân                                     |
| 08/08       | Los Cabos Open               | Cabo San Lucas, Mexico | Ivo Karlović                          | 7–6(7–5), 6–2              | Feliciano López                            | Feliciano López                            | Feliciano López                            | Feliciano López                            |
| 08/08       | Los Cabos Open               | Cabo San Lucas, Mexico | Purav Raja Divij Sharan               | 7–6(7–4), 7–6(7–3)         | Jonathan Erlich Ken Skupski                | Jonathan Erlich Ken Skupski                | Jonathan Erlich Ken Skupski                | Jonathan Erlich Ken Skupski                |
| 15/08       | Cincinnati Masters           | Mason, Hoa Kỳ          | Marin Čilić                           | 6–4, 7–5                   | Andy Murray                                | Andy Murray                                | Andy Murray                                | Andy Murray                                |
| 15/08       | Cincinnati Masters           | Mason, Hoa Kỳ          | Ivan Dodig Marcelo Melo               | 7–6(7–5), 6–7(5–7), [10–6] | Jean-Julien Rojer Horia Tecău              | Jean-Julien Rojer Horia Tecău              | Jean-Julien Rojer Horia Tecău              | Jean-Julien Rojer Horia Tecău              |
| 22/08       | Winston-Salem Open           | Winston-Salem, Hoa Kỳ  | Pablo Carreño Busta                   | 6–7(6–8), 7–6(7–1), 6–4    | Roberto Bautista Agut                      | Roberto Bautista Agut                      | Roberto Bautista Agut                      | Roberto Bautista Agut                      |
| 22/08       | Winston-Salem Open           | Winston-Salem, Hoa Kỳ  | Guillermo García López Henri Kontinen | 4–6, 7–6(8–6), [10–8]      | Andre Begemann Leander Paes                | Andre Begemann Leander Paes                | Andre Begemann Leander Paes                | Andre Begemann Leander Paes                |
| 29/08 05/09 | US Open                      | New York, Hoa Kỳ       | Stan Wawrinka                         | 6–7(1–7), 6–4, 7–5, 6–3    | Novak Djokovic                             | Novak Djokovic                             | Novak Djokovic                             | Novak Djokovic                             |
| 29/08 05/09 | US Open                      | New York, Hoa Kỳ       | Jamie Murray Bruno Soares             | 6–2, 6–3                   | Pablo Carreño Busta Guillermo García López | Pablo Carreño Busta Guillermo García López | Pablo Carreño Busta Guillermo García López | Pablo Carreño Busta Guillermo García López |
| 29/08 05/09 | US Open                      | New York, Hoa Kỳ       | Laura Siegemund Mate Pavić            | 6–4, 6–4                   | CoCo Vandeweghe Rajeev Ram                 | CoCo Vandeweghe Rajeev Ram                 | CoCo Vandeweghe Rajeev Ram                 | CoCo Vandeweghe Rajeev Ram                 |

### Tháng 9
| Tuần  | Giải đấu            | Địa điểm                | Vô địch                        | Tỷ số                   | Á quân                                  |
| ----- | ------------------- | ----------------------- | ------------------------------ | ----------------------- | --------------------------------------- |
| 12/09 | Bán kết Davis Cup   | Glasgow, Vương quốc Anh | Argentina                      | 3–2                     | Anh Quốc                                |
| 12/09 | Bán kết Davis Cup   | Zadar, Croatia          | Croatia                        | 3–2                     | Pháp                                    |
| 19/09 | St. Petersburg Open | Stain Petersburg, Nga   | Alexander Zverev               | 6–2, 3–6, 7–5           | Stan Wawrinka                           |
| 19/09 | St. Petersburg Open | Stain Petersburg, Nga   | Dominic Inglot Henri Kontinen  | 4–6, 6–3, [12–10]       | Andre Begemann Leander Paes             |
| 19/09 | Moselle Open        | Metz, Pháp              | Lucas Pouille                  | 7–6(7–5), 6–2           | Dominic Thiem                           |
| 19/09 | Moselle Open        | Metz, Pháp              | Julio Peralta Horacio Zeballos | 6–3, 7–6(7–4)           | Mate Pavić Michael Venus                |
| 26/09 | Chengdu Open        | Thành Đô, Trung Quốc    | Karen Khachanov                | 6–7(4–7), 7–6(7–3), 6–3 | Albert Ramos Viñolas                    |
| 26/09 | Chengdu Open        | Thành Đô, Trung Quốc    | Raven Klaasen Rajeev Ram       | 7–6(7–2), 7–5           | Pablo Carreño Busta Mariusz Fyrstenberg |
| 26/09 | Shenzhen Open       | Thâm Quyến, Trung Quốc  | Tomáš Berdych                  | 7–6(7–5), 6–7(2–7), 6–3 | Richard Gasquet                         |
| 26/09 | Shenzhen Open       | Thâm Quyến, Trung Quốc  | Fabio Fognini Robert Lindstedt | 7–6(7–4), 6–3           | Oliver Marach Fabrice Martin            |

### Tháng 10
| Tuần  | Giải đấu         | Địa điểm               | Vô địch                              | Tỷ số                 | Á quân                              |
| ----- | ---------------- | ---------------------- | ------------------------------------ | --------------------- | ----------------------------------- |
| 03/10 | China Open       | Bắc Kinh, Trung Quốc   | Andy Murray                          | 6–4, 7–6(7–2)         | Grigor Dimitrov                     |
| 03/10 | China Open       | Bắc Kinh, Trung Quốc   | Pablo Carreño Busta Rafael Nadal     | 6–7(6–8), 6–2, [10–8] | Jack Sock Bernard Tomic             |
| 03/10 | Japan Open       | Tokyo, Nhật Bản        | Nick Kyrgios                         | 4–6, 6–3, 7–5         | David Goffin                        |
| 03/10 | Japan Open       | Tokyo, Nhật Bản        | Marcel Granollers Marcin Matkowski   | 6–2, 7–6(7–4)         | Raven Klaasen Rajeev Ram            |
| 10/10 | Shanghai Masters | Thượng Hải, Trung Quốc | Andy Murray                          | 7–6(7–1), 6–1         | Roberto Bautista Agut               |
| 10/10 | Shanghai Masters | Thượng Hải, Trung Quốc | John Isner Jack Sock                 | 6–4, 6–4              | Henri Kontinen John Peers           |
| 17/10 | Kremlin Cup      | Moscow, Nga            | Pablo Carreño Busta                  | 4–6, 6–3, 6–2         | Fabio Fognini                       |
| 17/10 | Kremlin Cup      | Moscow, Nga            | Juan Sebastián Cabal Robert Farah    | 7–5, 4–6, [10–5]      | Julian Knowle Jürgen Melzer         |
| 17/10 | European Open    | Antwerp, Bỉ            | Richard Gasquet                      | 7–6(7–4), 6–1         | Diego Schwartzman                   |
| 17/10 | European Open    | Antwerp, Bỉ            | Daniel Nestor Édouard Roger-Vasselin | 6–4, 6–4              | Pierre-Hugues Herbert Nicolas Mahut |
| 17/10 | Stockholm Open   | Stockholm, Thụy Điển   | Juan Martín del Potro                | 7–5, 6–1              | Jack Sock                           |
| 17/10 | Stockholm Open   | Stockholm, Thụy Điển   | Elias Ymer Mikael Ymer               | 6–1, 6–1              | Mate Pavić Michael Venus            |
| 24/10 | Vienna Open      | Vienna, Áo             | Andy Murray                          | 6–3, 7–6(8–6)         | Jo-Wilfried Tsonga                  |
| 24/10 | Vienna Open      | Vienna, Áo             | Łukasz Kubot Marcelo Melo            | 4–6, 6–3, [13–11]     | Oliver Marach Fabrice Martin        |
| 24/10 | Swiss Indoors    | Basel, Thụy Sĩ         | Marin Čilić                          | 6–1, 7–6(7–5)         | Kei Nishikori                       |
| 24/10 | Swiss Indoors    | Basel, Thụy Sĩ         | Marcel Granollers Jack Sock          | 6–3, 6–4              | Robert Lindstedt Michael Venus      |
| 31/10 | Paris Masters    | Paris, Pháp            | Andy Murray                          | 6–3, 6–7(4–7), 6–4    | John Isner                          |
| 31/10 | Paris Masters    | Paris, Pháp            | Henri Kontinen John Peers            | 6–4, 3–6, [10–6]      | Pierre-Hugues Herbert Nicolas Mahut |

### Tháng 11
| Tuần  | Giải đấu              | Địa điểm               | Vô địch                   | Tỷ số            | Á quân                   |
| ----- | --------------------- | ---------------------- | ------------------------- | ---------------- | ------------------------ |
| 14/11 | ATP World Tour Finals | London, Vương quốc Anh | Andy Murray               | 6–3, 6–4         | Novak Djokovic           |
| 14/11 | ATP World Tour Finals | London, Vương quốc Anh | Henri Kontinen John Peers | 2–6, 6–1, [10–8] | Raven Klaasen Rajeev Ram |
| 21/11 | Chung kết Davis Cup   | Zagreb, Croatia        | Argentina                 | 3–2              | Croatia                  |

## Các trận đấu hay nhất do ATPWorldTour.com bình chọn

### 5 trận ở Grand Slam hay nhất
| Hạng | Giải          | Vòng      | Người thắng       | Tỷ số                              | Người thua   |
| ---- | ------------- | --------- | ----------------- | ---------------------------------- | ------------ |
| 1    | Mỹ Mở rộng    | Vòng 4    | Lucas Pouille     | 6–1, 2–6, 6–4, 3–6, 7–6(8–6)       | Rafael Nadal |
| 2    | Wimbledon     | Tứ kết    | Roger Federer     | 6–7(4–7), 4–6, 6–3, 7–6(11–9), 6–3 | Marin Čilić  |
| 3    | Úc Mở rộng    | Vòng 1    | Fernando Verdasco | 7–6(8–6), 4–6, 3–6, 7–6(7–4), 6–2  | Rafael Nadal |
| 4    | Roland Garros | Chung kết | Novak Djokovic    | 3–6, 6–1, 6–2, 6–4                 | Andy Murray  |
| 5    | Mỹ Mở rộng    | Tứ kết    | Kei Nishikori     | 1–6, 6–4, 4–6, 6–1, 7–5            | Andy Murray  |

### 5 trận ATP World Tour hay nhất
| Hạng | Giải                | Vòng      | Người thắng    | Tỷ số                    | Người thua    |
| ---- | ------------------- | --------- | -------------- | ------------------------ | ------------- |
| 1    | ATP Finals          | Bán kết   | Andy Murray    | 5–7, 7–6(7–5), 7–6(11–9) | Milos Raonic  |
| 2    | ATP Finals          | Vòng bảng | Andy Murray    | 6–7(9–11), 6–4, 6–4      | Kei Nishikori |
| 3    | Rio Open            | Bán kết   | Pablo Cuevas   | 6–7(6–8), 7–6(7–3), 6–4  | Rafael Nadal  |
| 4    | Italian Open        | Tứ kết    | Novak Djokovic | 7–5, 7–6(7–4)            | Rafael Nadal  |
| 5    | Monte-Carlo Masters | Chung kết | Rafael Nadal   | 7–5, 5–7, 6–0            | Gaël Monfils  |

## 10 tay vợt nhận nhiều tiền thưởng nhất
| Tính đến ngày 26/12/2016 | Tính đến ngày 26/12/2016 | Tính đến ngày 26/12/2016 |
| Hạng                     | Tay vợt                  | Tổng (đơn vị tính: USD)  |
| ------------------------ | ------------------------ | ------------------------ |
| 1                        | Andy Murray (GBR)        | 16.349.701               |
| 2                        | Novak Djokovic (SRB)     | 14.138.824               |
| 3                        | Stan Wawrinka (SUI)      | 6.856.954                |
| 4                        | Milos Raonic (CAN)       | 5.588.492                |
| 5                        | Kei Nishikori (JPN)      | 4.806.748                |
| 6                        | Marin Čilić (CRO)        | 3.475.205                |
| 7                        | Gaël Monfils (FRA)       | 3.372.418                |
| 8                        | Dominic Thiem (AUT)      | 3.152.363                |
| 9                        | Rafael Nadal (ESP)       | 2.836.500                |
| 10                       | Tomáš Berdych (CZE)      | 2.612.055                |

## Phân bố điểm
| Giải đấu                              | W                     | F                    | SF                  | QF                                                                          | R16                                                                         | R32                                                                         | R64                                                                         | R128                                                                        | Q                                                                           | Q3                                                                          | Q2                                                                          | Q1                                                                          |
| Grand Slam (128S)                     | 2000                  | 1200                 | 720                 | 360                                                                         | 180                                                                         | 90                                                                          | 45                                                                          | 10                                                                          | 25                                                                          | 16                                                                          | 8                                                                           | 0                                                                           |
| Grand Slam (64D)                      | 2000                  | 1200                 | 720                 | 360                                                                         | 180                                                                         | 90                                                                          | 0                                                                           | –                                                                           | 25                                                                          | –                                                                           | 0                                                                           | 0                                                                           |
| ATP World Tour Finals (8S/8D)         | 1500 (max) 1100 (min) | 1000 (max) 600 (min) | 600 (max) 200 (min) | +200 cho mỗi trận thắng ở vòng bảng +400 nếu vào chung kết +500 nếu vô địch | +200 cho mỗi trận thắng ở vòng bảng +400 nếu vào chung kết +500 nếu vô địch | +200 cho mỗi trận thắng ở vòng bảng +400 nếu vào chung kết +500 nếu vô địch | +200 cho mỗi trận thắng ở vòng bảng +400 nếu vào chung kết +500 nếu vô địch | +200 cho mỗi trận thắng ở vòng bảng +400 nếu vào chung kết +500 nếu vô địch | +200 cho mỗi trận thắng ở vòng bảng +400 nếu vào chung kết +500 nếu vô địch | +200 cho mỗi trận thắng ở vòng bảng +400 nếu vào chung kết +500 nếu vô địch | +200 cho mỗi trận thắng ở vòng bảng +400 nếu vào chung kết +500 nếu vô địch | +200 cho mỗi trận thắng ở vòng bảng +400 nếu vào chung kết +500 nếu vô địch |
| ATP World Tour Masters 1000 (96S)     | 1000                  | 600                  | 360                 | 180                                                                         | 90                                                                          | 45                                                                          | 25                                                                          | 10                                                                          | 16                                                                          | –                                                                           | 8                                                                           | 0                                                                           |
| ATP World Tour Masters 1000 (56S/48S) | 1000                  | 600                  | 360                 | 180                                                                         | 90                                                                          | 45                                                                          | 10                                                                          | –                                                                           | 25                                                                          | –                                                                           | 16                                                                          | 0                                                                           |
| ATP World Tour Masters 1000 (32D/24D) | 1000                  | 600                  | 360                 | 180                                                                         | 90                                                                          | 0                                                                           | –                                                                           | –                                                                           | –                                                                           | –                                                                           | –                                                                           | –                                                                           |
| Summer Olympics (64S)                 | –                     | –                    | –                   | –                                                                           | –                                                                           | –                                                                           | –                                                                           | –                                                                           | –                                                                           | –                                                                           | –                                                                           | –                                                                           |
| ATP World Tour 500 (48S)              | 500                   | 300                  | 180                 | 90                                                                          | 45                                                                          | 20                                                                          | 0                                                                           | –                                                                           | 10                                                                          | –                                                                           | 4                                                                           | 0                                                                           |
| ATP World Tour 500 (32S)              | 500                   | 300                  | 180                 | 90                                                                          | 45                                                                          | 0                                                                           | –                                                                           | –                                                                           | 20                                                                          | –                                                                           | 10                                                                          | 0                                                                           |
| ATP World Tour 500 (16D)              | 500                   | 300                  | 180                 | 90                                                                          | 0                                                                           | –                                                                           | –                                                                           | –                                                                           | 45                                                                          | –                                                                           | 25                                                                          | 0                                                                           |
| ATP World Tour 250 (48S)              | 250                   | 150                  | 90                  | 45                                                                          | 20                                                                          | 10                                                                          | 0                                                                           | –                                                                           | 5                                                                           | –                                                                           | 3                                                                           | 0                                                                           |
| ATP World Tour 250 (32S/28S)          | 250                   | 150                  | 90                  | 45                                                                          | 20                                                                          | 0                                                                           | –                                                                           | –                                                                           | 12                                                                          | –                                                                           | 6                                                                           | 0                                                                           |
| ATP World Tour 250 (16D)              | 250                   | 150                  | 90                  | 45                                                                          | 0                                                                           | –                                                                           | –                                                                           | –                                                                           | –                                                                           | –                                                                           | –                                                                           | –                                                                           |

Bảng chú thích
| Viết tắt   | W       | F      | SF      | QF     | R16               | R32     | R64     | R128     | Q                   | Q3               | Q2                | Q1                 | S              | D              |
| Giải nghĩa | Vô địch | Á quân | Bán kết | Tứ kết | Vòng 16 (tay vợt) | Vòng 32 | Vòng 64 | Vòng 128 | Vòng loại cuối cùng | Vòng loại thứ ba | Vòng loại thứ hai | Vòng loại đầu tiên | Số tay vợt đơn | Số tay vợt đôi |

## Giải nghệ
Sau đây là danh sách các tay vợt đáng chú ý (vô địch ít nhất một danh hiệu giải đấu chính và/hoặc đã từng ở top 100 (đơn) hoặc top 50 (đôi) trên Bảng xếp hạng ATP trong ít nhất một tuần), đã tuyên bố giã từ quần vợt chuyên nghiệp, ngừng hoạt động (sau khi không thi đấu quá 52 tuần) hoặc bị cấm thi đấu vĩnh viễn trong mùa giải 2016:
| Tay vợt           | Quốc gia   | Năm sinh | Năm thi đấu chuyên nghiệp | Số danh hiệu | Số danh hiệu | Thứ hạng cao nhất | Thứ hạng cao nhất | Thông tin            |
| Tay vợt           | Quốc gia   | Năm sinh | Năm thi đấu chuyên nghiệp | Đơn          | Đôi          | Đơn               | Đôi               | Thông tin            |
| ----------------- | ---------- | -------- | ------------------------- | ------------ | ------------ | ----------------- | ----------------- | -------------------- |
| Andreas Beck      | Đức        | 1986     | 2003                      | 0            | 0            | 33                | 116               | [ 20 ]               |
| Michael Berrer    | Đức        | 1980     | 1999                      | 0            | 1            | 42                | 134               | [ 21 ]               |
| Eric Butorac      | Hoa Kỳ     | 1981     | 2003                      | 0            | 18           | 935               | 17                | [ 22 ]               |
| Lleyton Hewitt    | Úc         | 1981     | 1998                      | 30           | 3            | 1                 | 18                | [ 23 ] [ 24 ] [ 25 ] |
| Jesse Huta Galung | Hà Lan     | 1985     | 2004                      | 0            | 1            | 91                | 63                | [ 26 ]               |
| Rui Machado       | Bồ Đào Nha | 1984     | 2002                      | 0            | 0            | 59                | 185               | [ 27 ]               |
| Julian Reister    | Đức        | 1986     | 2005                      | 0            | 0            | 83                | 431               | [ 28 ]               |
| Thomas Schoorel   | Hà Lan     | 1989     | 2007                      | 0            | 0            | 94                | 299               | [ 29 ] [ 30 ]        |
| Victor Hănescu    | România    | 1981     | 2000                      | 1            | 2            | 26                | 92                | [ 31 ]               |